# Konaklı, Çorum
Konaklı là một thị trấn thuộc thành phố Çorum, tỉnh Çorum, Thổ Nhĩ Kỳ. Dân số thời điểm năm 2010 là 1.147 người.